# Ad-Dawr
Ad-Dawr (Arabisch: الدور) ook bekend als Al-Dour en Adwar is een kleine landbouwgemeenschap in de buurt van de Irakese plaats Tikrit. 
De plaats kreeg wereldwijde bekendheid door de gevangenneming van Saddam Hoessein op 13 december 2003.